# American MILF
American MILF  ist ein US-amerikanischer Pornofilm, der von MILFY produziert wurde.

## Handlung
Die Handlung des im Dokumentarfilmstil gedrehten Films dreht sich um eine Gruppe befreundeter MILFs in Los Angeles und ihre sexuellen Aktivitäten mit Trainern, Zustellern und sogar den Söhnen der anderen.

## Szenen
- Szene 1: Serenity Cox, Isiah Maxwell
- Szene 2: Christy Canyon, Phoenix Marie, Parker Ambrose
- Szene 3: Brandi Love, Hollywood Cash, Derek Savage
- Szene 4: Maitland Ward, Dan Damage
- Szene 5: Christy Canyon, Phoenix Marie, Brandi Love, Maitland Ward, Serenity Cox, Jason Luv
- Szene 6: Reagan Foxx, Jay Romero

## Veröffentlichung
Die Veröffentlichung erfolgte am 31. Juli 2024 als Stream und am 23. September 2024 auf DVD.

## Auszeichnungen
- 2025: XMA Award - Best Comedy Movie[3]
- 2025: XMA Award - Best Acting - Lead: Maitland Ward[3]
- 2025: XMA Award - Best Sex Scene - Comedy Movie: Christy Canyon, Serenity Cox, Brandi Love, Maitland Ward, Phoenix Marie, Jason Luv[3]
- 2025: XMA Award - Best Editing: Duboko[3]
- 2025: AVN Award - Best MILF Movie or Collected Release[4]
- 2025: AVN Award - Mark Stone Award for Outstanding Comedy[4]